# Шлайц (Саксония-Анхальт)
Шлайц (нем. Schlaitz) — посёлок в Германии, в земле Саксония-Анхальт, входит в район Анхальт-Биттерфельд в составе коммуны Мульдештаузе.
Население составляет 964 человека (на 31 декабря 2008 года). Занимает площадь 4,94 км².

## История
Первое упоминание о поселении относится к 1435 году.
1 января 2010 года, после проведённых реформ, Шлайц вошёл в состав новой коммуны Мульдештаузе.

## Галерея

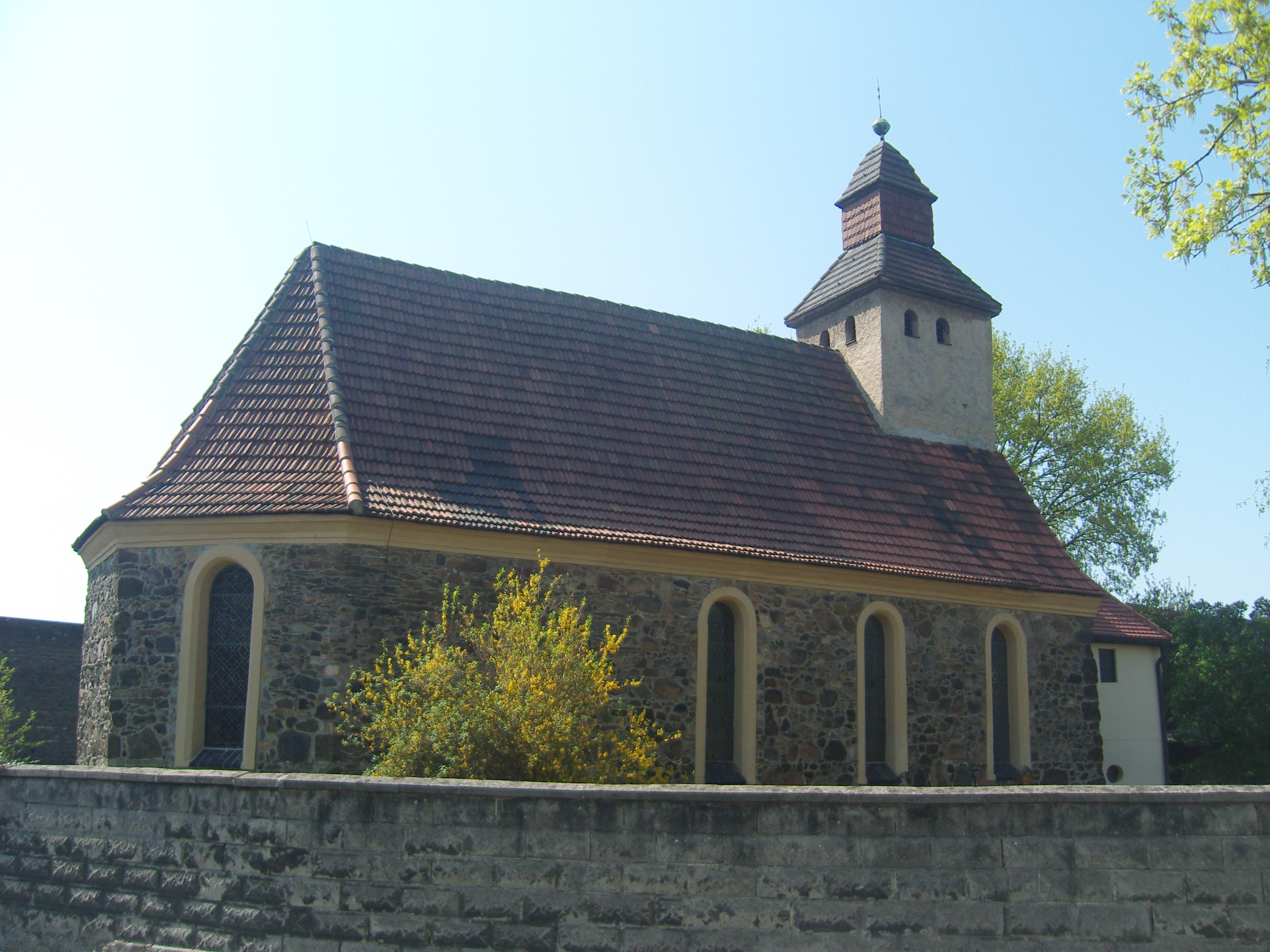
Церковь в Шлайце
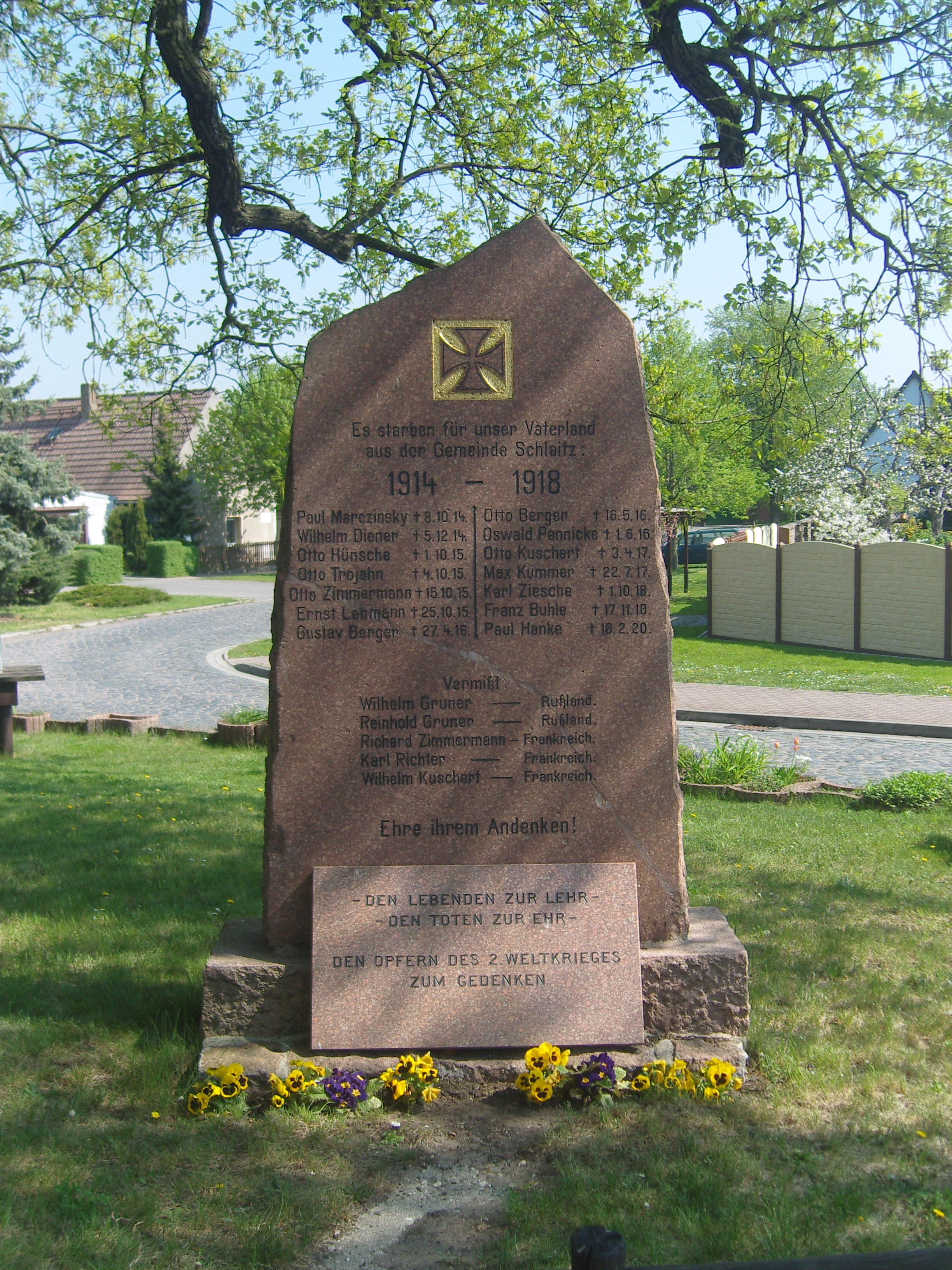
Памятный камень